# کولا ترکا
کولا ترکا (انگلیسی: Cola Turka) شرکت نوشیدنی ترک است، که در سال ۲۰۰۳ تأسیس شد.